# 氹仔

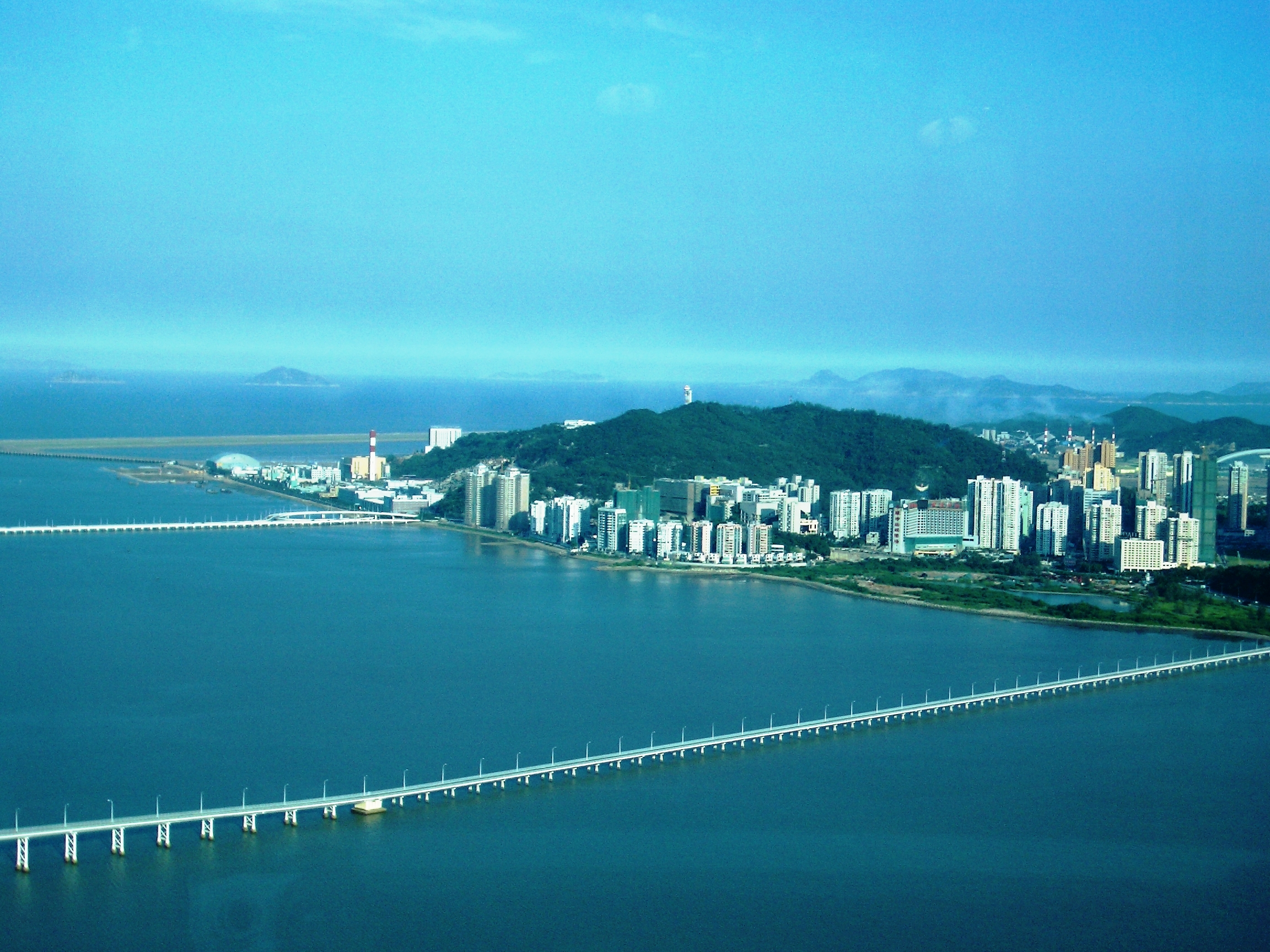
從澳門旅遊塔看氹仔東北部，從左到右：澳門國際機場、焚化爐、澳門城市大學、新世紀酒店。後右四個煙囪為路環九澳發電廠；極右為澳門蛋

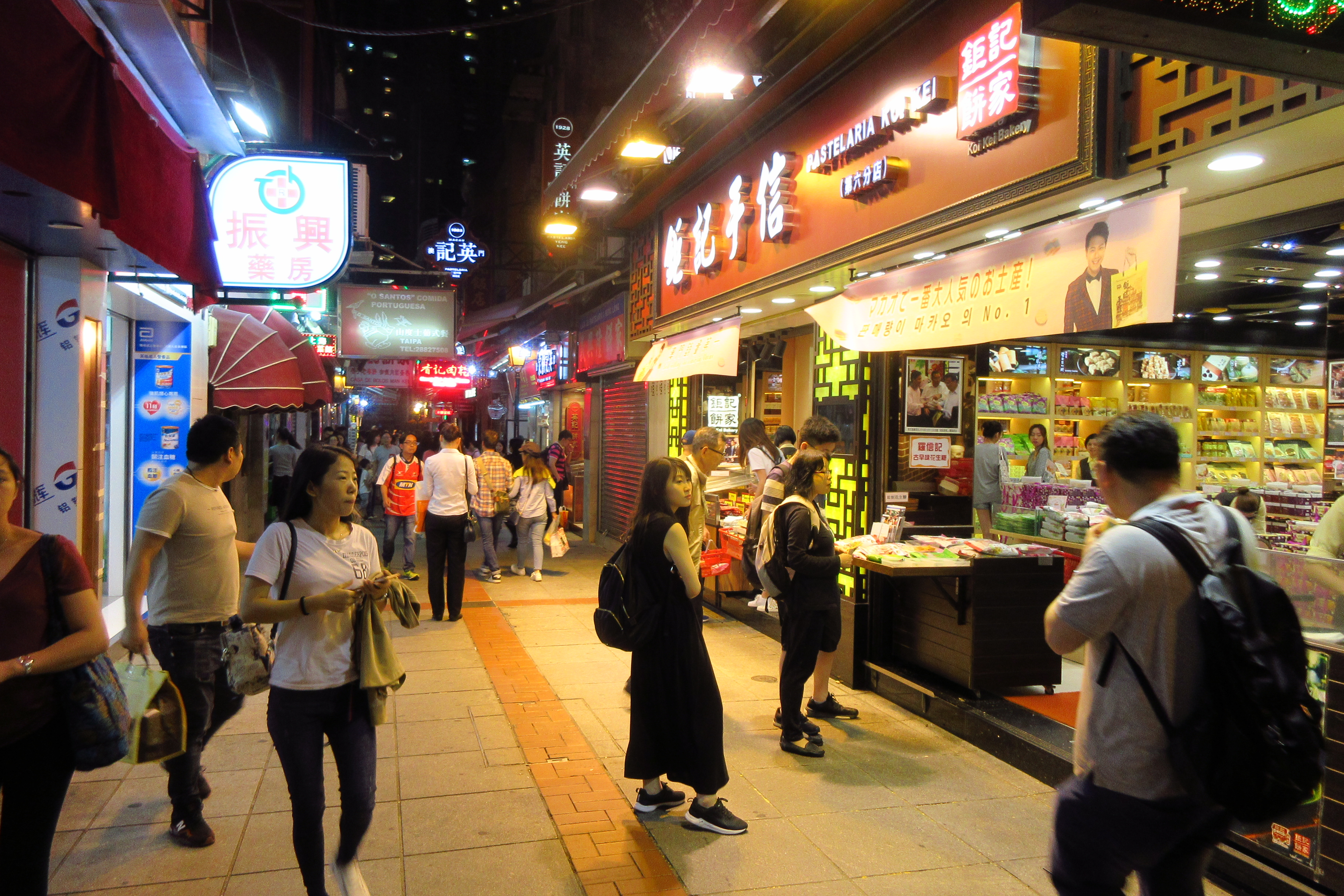
氹仔官也街遊客手信街

氹仔，别称窞仔、潭仔、龙头湾、龍環、雞頸，是澳門的離島及四大組成部份之一。氹仔原為獨立島嶼，現已和路環及路氹城連成一體。位於橫琴島的澳門大學新校區根據法例劃分為氹仔的一部份。

## 葡名由來
氹仔古稱潭仔，其閩南語讀音Tiap-á演變成葡文。
也有說法指葡萄牙人於氹仔登陸時，向當地人詢問地名（nome），當地人誤聽成糯米，認為葡萄牙人在詢問當地人會否售賣糯米，於是回答「大把」，葡萄牙人於是把該地方按音寫成。
Taipa曾经指十字门。

## 歷史
氹仔最初分為大氹、小氹、一粒米三部份，前兩者於明輔《嘉靖香山縣志》作大吉山、小吉山，後因河海沖積被連島沙洲連接起來。大小氹之間的水面稱為龍環，氹仔島英葡文的名稱原來也是指這一帶，1851年被葡人派兵佔領；另有雞頸頭、雞頸洋、雞頭山等地名。舊城區位於大氹南端，而新城區則在大小氹之間的填海地上。一粒米位於大氹東南方，到了1990年代才因填海而消失，現爲澳門國際機場塔台。
1920年代，台山炮竹廠爆炸後，澳葡政府命令全澳的炮竹廠遷至氹仔，直到1980年代炮竹業在澳門息微為止。

## 地理

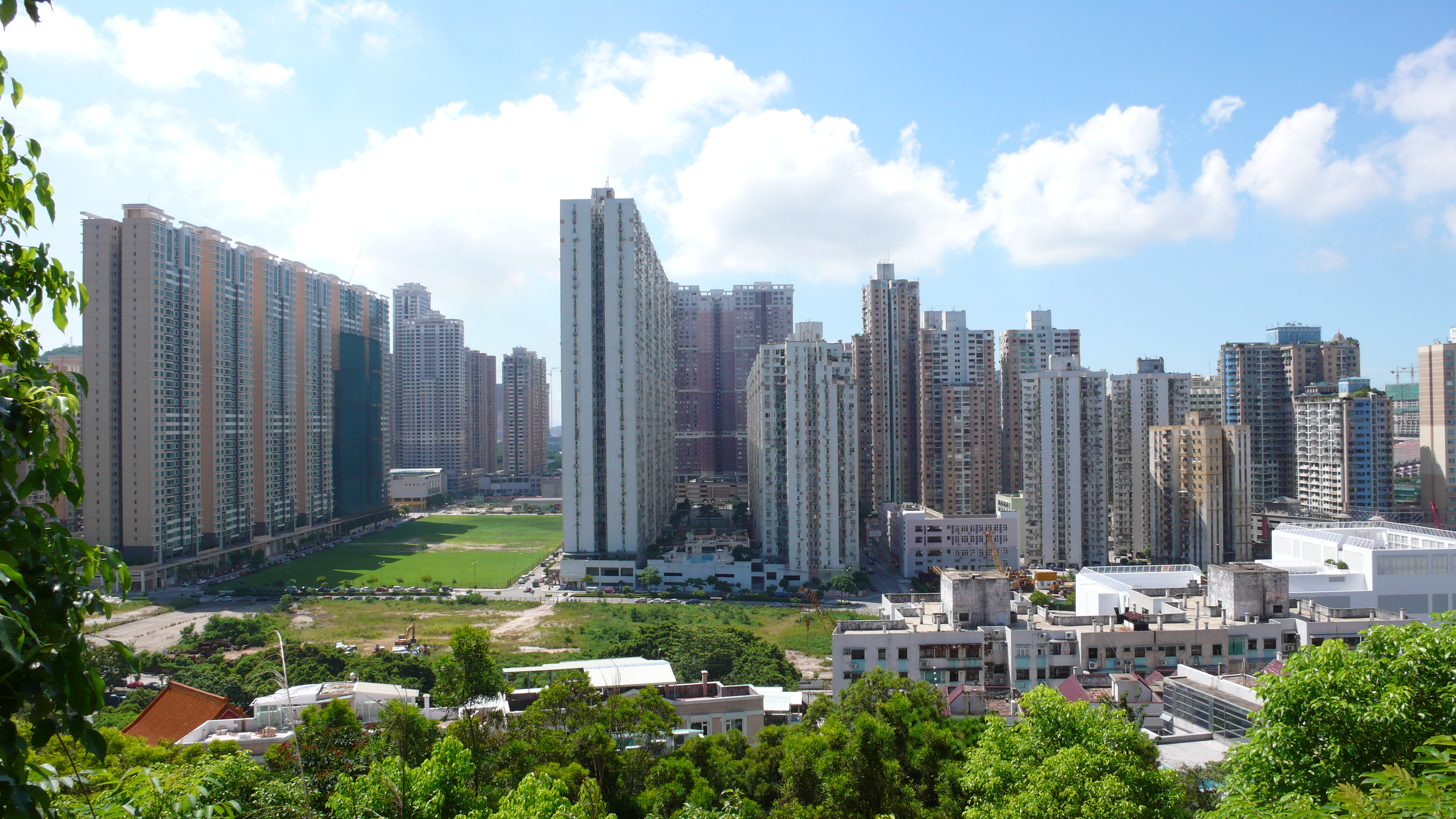
氹仔一帶的住宅（2008年）

氹仔在澳門半島以南，路環島以北，地理位置正好位於澳門的中央。氹仔面積約為7.4平方公里（2011年），人口約78,500人。氹仔內既有如龍環葡韻、官也街、地堡街等的葡萄牙式小區風貌，也有如奧林匹克體育中心-運動場、氹仔馬場等的大型現代建設。在大型節假日期間官也街近嘉模墟一帶的周邊街道將被劃為氹仔舊城區臨時行人專區。
現時，路氹連貫公路兩旁已填海成路氹城。澳門東亞運動會體育館、澳門戶外表演區、蓮花路停車場等都在路氹城。在澳門特區的版圖內可見氹仔和路環已連成一體。
2013年8月9日，民政總署宣佈橫琴島澳門大學新校區劃給嘉模堂區（即氹仔所在的堂區）。

## 交通

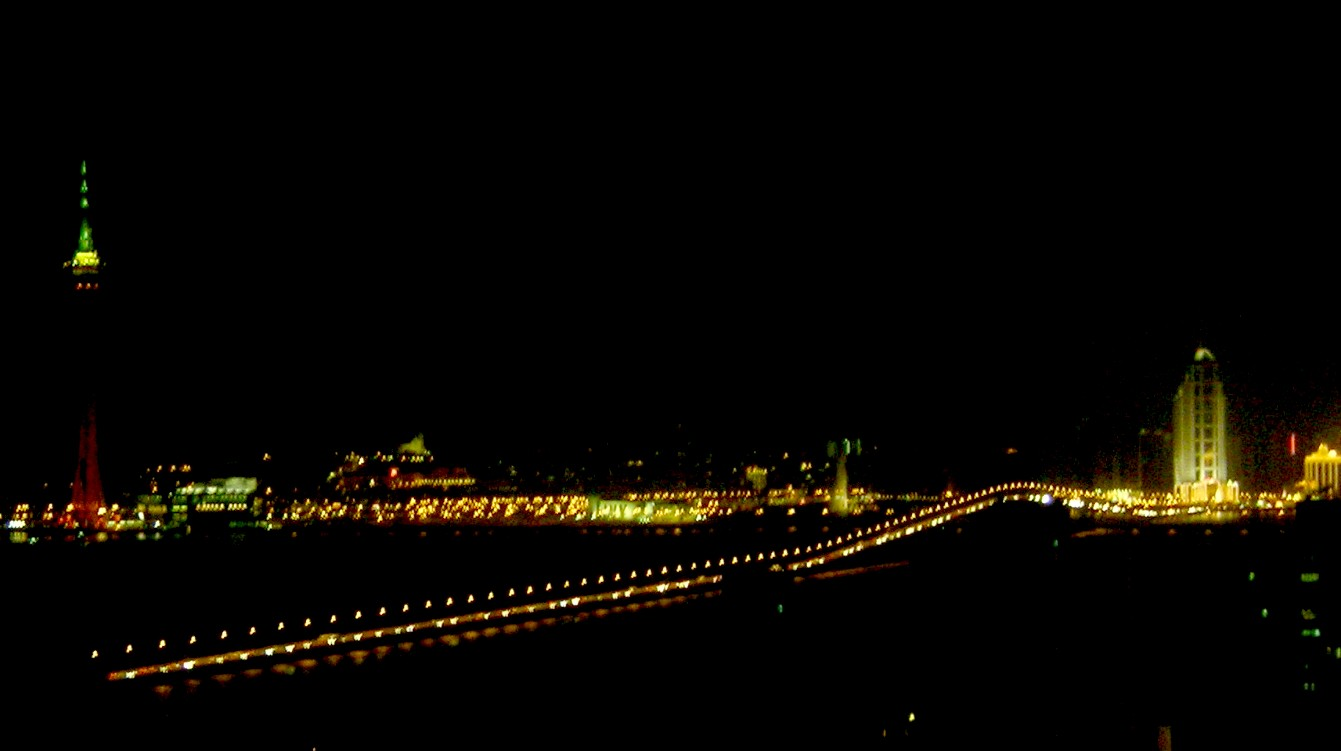
澳氹大橋夜景

氹仔雖是離島，但與澳門間現有四條大橋連接，分別是嘉樂庇總督大橋（俗稱澳氹大橋、舊大橋）、友誼大橋（俗稱新大橋）、於2004年12月落成的西灣大橋及於2024年落成的澳門大橋（俗稱第四通道）。其中西灣大橋更是澳門首條雙層行車跨海大橋，於颱風來襲時下層通道將會開放，以維持澳氹間的交通不被中斷。而氹仔南面則有路氹連貫公路連接路環島。但由於城市的持續發展，土地資源不足，路氹之間的海域已經填平，連接路氹之間的道路因而擴大，而路氹之間區域劃分為路氹城。
澳門國際機場位於氹仔東面，填海興建而成，於1995年啟用，目前有通往中國大陸和亞洲十多個不同城市的航線。澳門國際機場也是台灣旅客間接前往中國大陸的另一個主要轉運站。
澳門輕軌系統氹仔線已投入營運，由澳門半島媽閣運行至氹仔碼頭。澳氹東線正在興建中，在離開專用海底隧道後，途經新城E1區至氹仔碼頭站，與氹仔線進行換乘。石排灣線和横琴線分別在2024年開通。

### 公共巴士總站及交通樞紐
- 海洋花園瞭望台 (巴士總站)
- 湖畔大廈 (巴士總站)
- 松樹尾總站
- 蘇利安圓形地 (巴士總站)
- 氹仔客運碼頭 (巴士總站)
- 柯維納馬路交通樞紐

### 軌道交通
- █  氹仔線：海洋站、馬會站、運動場站、排角站、科大站、機場站、氹仔碼頭站
- █  東線（興建中）：氹仔碼頭站、ES6站

### 步行系統
- 望德聖母灣自動步行系統（全澳首條自動步行系統）
- 湖畔花園至龍環葡韻步行徑
- 基馬拉斯大馬路空中走廊

### 出入境口岸
- 澳門國際機場
- 氹仔客運碼頭

## 大型建設

### 體育設施
- 奧林匹克體育中心
  - 澳門運動場
  - 奧林匹克游泳館
  - 曲棍球場
  - 羽毛球區
  - 三人籃球場
- 澳門科技大學運動場
- 嘉模泳池
- 氹仔中央公園
  - 氹仔中央公園泳池
  - 氹仔圖書館
  - 自由波地
  - 籃球場
- 運動醫學中心
- 氹仔東北體育中心
- 湖畔大廈
  - 自由波地
  - 澳門工聯氹仔湖畔綜合服務中心

### 娛樂
- 新濠鋒酒店
- 君怡酒店
- 麗景灣酒店
- 星皓廣場

### 博物館／工業遺址
- 龍環葡韻住宅式博物館
- 路氹歷史館
- 益隆炮竹廠

## 教育
學校
- 培華中學
- 培華中學附屬小學暨幼稚園
- 培道中學氹仔分校
- 聖公會中學
- 聖善學校
- 澳門三育中學
- 澳門大學附屬應用學校
- 澳門國際學校
- 濠江中學附屬英才學校
- 聯國學校
- 氹仔坊眾學校
- 氹仔中葡學校

高等院校
- 澳門大學
- 澳門理工大學（氹仔校區）
- 澳門旅遊學院（氹仔校區）
- 澳門科技大學
- 澳門城市大學

## 公園
- 大潭山郊野公園
- 益隆炮竹廠遺址
- 紀念碑花園
- 氹仔海濱休憩區
- 氹仔中央公園
- 蓮花單車徑
- 湖畔花園
- 花城公園
- 碼頭花園
- 氹仔馬場

## 屋苑

### 公共房屋

#### 經濟房屋
- 湖畔大廈
- 泉福新邨
- 日暉大廈

#### 社會房屋
- 氹仔平民新邨
- 氹仔社屋（日昇樓）

### 私人屋苑
- 創福豪庭
- 大潭山壹號
- 葡京花園
- 祐寶閣
- 盈翠山莊
- 名門世家
- 濠景花園
- 濠庭都會
- 曼克頓
- 太子花城
- 牡丹花城
- 美景花園
- 鴻發花園
- 凱旋居
- 金利達花園
- 南新花園
- 樂駿盈軒
- 海洋花園
- 濠珀
- 華寶花園
- 超級花城
- 寶龍花園
- 威翠花園
- 新世界花園
- 聚龍明珠
- 聚龍花園
- 海明灣畔
- 中福花園
- 海逸庭園
- 海灣花園
- 海怡花園
- 泉鴻花園
- 大中華廣場
- 華峰閣
- 泉亮花園
- 利民大廈
- 麗駿軒
- 泉悅花園
- 雍景灣
- 信虹花園
- 麗翠閣
- 聯和大廈
- 和興樓
- 康樂樓
- 邦利大廈
- 錦程閣
- 錦耀閣
- 中泰花園
- 信景軒

## 宗教設施
- 美景宣道堂
- 菩提園
- 嘉模聖母堂
- 四面佛
- 氹仔北帝古廟
- 醫靈廟
- 三婆廟
- 氹仔觀音堂
- 氹仔天后宮
- 卓家村關帝廟

## 外部連結
维基共享资源上的相關多媒體資源：氹仔